# Pavel Gregorič
Pavel Gregorič (15. prosince 1947 Plzeň – 24. května 2020) byl český pivovarský manažer, který se zasloužil o rozvoj Plzeňského Prazdroje, Královského pivovaru Krušovice a Tradičního pivovaru Rakovník. Byl dlouholetým členem vedení Českého svazu pivovarů a sladoven.

## Životopis
Pavel Gregorič  se narodil 15. 12. 1947 v Plzni, pivovarskou minulost v rodině neměl. Otec, bratr i sestra pracovali v plzeňské Škodovce. Po ukončení studií na Vysoké škole strojní a elektrotechnické v Plzni do Škodovky nastoupil. Ale po dvou letech přešel do tehdejších Plzeňských pivovarů, předchůdce současného Plzeňského Prazdroje. Začal tam pracovat v technickém a investičním úseku. Později jsem se stal mechanikem pivovaru Gambrinus.
Původně technický profil Ing. Pavla Gregoriče se však začal výrazně měnit. Spolu s tím, jak úspěšně zakončil pětisemestrální postgraduální studium na Vysoké škole ekonomické v Praze se původní technik změnil spíše v ekonoma. A začal postupně pracovat na vrcholných ekonomických postech. Stal se ekonomicko-obchodním ředitelem a poté byl generálním ředitelem Plzeňského Prazdroje v letech 1991 až 1992.
Po létech v Plzeňském Prazdroji přechází do pivovaru v Krušovicích. Dosažené výsledky v plzeňském pivovaru vedly k tomu, že mu majitel krušovického pivovaru společnost BBAG ze skupiny Dr. Oetker nabídl nejen novou pracovní příležitost ve vrcholném vedení. Od roku 1994 působit zprvu jako ekonomicko-obchodní ředitel a od roku 1997 jako generální ředitel.
Působení v pivovaru v Krušovicích bylo i obdobím, kdy si pivovar úspěšně vedl na domácím i na zahraničních trzích.  V roce 1997 se podařilo poprvé vyprodukovat přes milion hektolitrů piva. Tento enormní růst výroby byl podpořen i velkými investicemi. Pod vedením Ing. Gregoriče se krušovický pivovar stal jedním z nejmodernějších v Evropě a zařadil se mezi českou pivovarskou elitu.
Krušovické období však bylo i obdobím, které je pro úspěšné vedené firmy typické. Krušovický pivovar začal být velmi aktivní i na společenské úrovni. Plesy na Pražském hradě i další akce napomohly, že se pivovar v Krušovicích stal mnohem známější doma, ale i v zahraničí.
Po plzeňském a krušovickém období přichází třetí etapa profesního života Pavla Gregoriče. Začal opracovat v pivovaru v Rakovníku. Roli v Gregoričově rozhodnutí probudit rakovnický pivovar znovu k životu sehrál zájem krachující pivovfar vrátit do života.
Pivovar před jeho příchodem 7 let nevyráběl vůbec a v posledních letech po určité revitalizaci velmi málo. Fungoval na zlomek své kapacity, zařízení byla ve velmi špatném stavu, neudržovaná a vyžadovala okamžitou modernizaci. Dalším problémem bylo, že pivovar byl značně zadlužen a stál prakticky před konkurzem. Gregorič výrazně obměnil personál pivovaru a současně i manažerský tým. Do pivovaru postupně nastoupili noví odborníci na manažerské i dělnické posty ve výrobě, včetně vařičů a dalších profesí.
Pivovar vyžadoval podstatné zlepšení i technologického vybavení, které začalo v říjnu 2010.
Z mnoha jmenujme například výměnu nevyhovující myčky lahví, prakticky celého dopravního systému a plniče lahví v lahvovně. Bylo zmodernizováno a rozšířeno oddělení přetlačných tanků. Zcela rekonstruována byla stáčírna sudů. Byla vybudována nová kotelna a filtrace. Klasická spilka dostala chybějící regulaci teplot – a ve vyjmenovávání bychom mohli ještě dlouho dobu pokračovat.
Vedle těch technicko-technologických bylo změněno i fungování pivovaru v oblasti marketingu a prodeje. Bylo nutné položit základy budoucí komunikační a marketingové strategii pivovaru s důrazem na tradičně oblíbený a kvalitní produkt a s cílem vyhovět nárokům současného nejen českého, ale i zahraničního konzumenta. Na nových typech lahví se objevily nové etikety, realizován byl kompletní packaging pro český trh i export. Byl dokončen vývoj kompletní nové řady POS materiálů pro gastronomii, včetně štítů, menu boxů, ubrusů, tácků apod. Výstav pivovaru v roce 2011 se ve srovnání s předchozím rokem zvýšil 4krát a výstav v roce 2013 stoupl na rekordních 79 059 hl piva.
Rakovnický pivovar dnes nabízí piva značky Bakalář: světlé výčepní, světlý ležák, tmavé výčepní, polotmavé výčepní a medový speciál a nejčerstvější novinkou, která si rychle našla řadu konzumentů je Bakalář světlý ležák za studena chmelený. Dále pak jsou to ještě piva značek Černovar a Pražačka.
Po odchodu do důchodu pokračoval v aktivitách pivovarského oboru jako konzultant představenstva Tradičního pivovaru Rakovník, a.s.
Až do svého skonu v květnu 2020 byl členem předsednictva Českého svaz pivovarů a sladoven.

## Ocenění
Ing. Pavel Gregorič za svou činnost v rakovnickém pivovaru a dosažené výsledky v rozvoji českého pivovarství obdržel Cenu českého sládka F. O. Poupěte za rok 2012, kterou uděluje Český svaz pivovarů a sladoven.